# Krimpen (elektrotechniek)

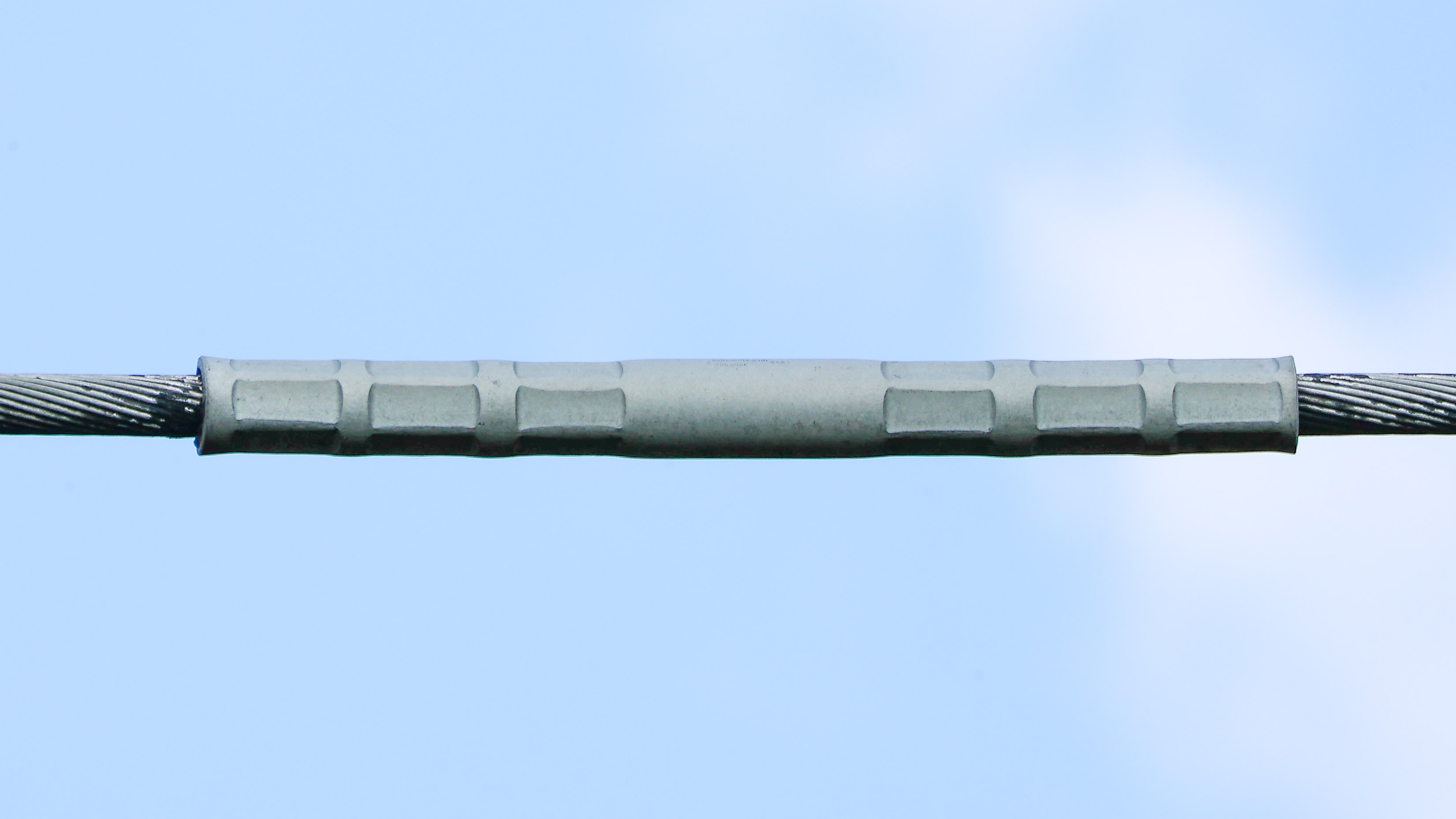
Persmof in een 150kV hoogspanningsleiding

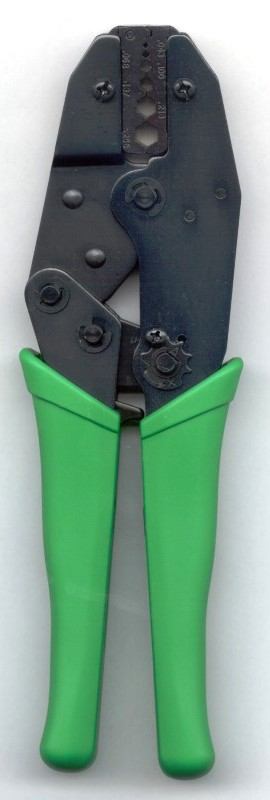
Een krimptang voor coaxiale connectors

In de elektrotechniek wordt het krimpen toegepast om een vaste elektrische verbinding te maken. Dit kan een verbinding zijn van twee of meerdere elektrische geleiders in een krimpbus, een kabelschoen of adereindhuls aan een geleider of algemeen een krimp-connector aan een geleider. De krimpverbinding wordt gerealiseerd met een krimptang die de krimp zodanig vervormt dat de krimp als een veer blijft drukken op de samengeperste draad. 

## Elektrische weerstand
Bij een krimpverbinding in de elektrotechniek moet naast de mechanische sterkte van de verbinding eveneens een zeer goede elektrische verbinding gerealiseerd worden. Zo mag volgens de norm de temperatuur van de krimpverbinding nooit hoger zijn dan van de geleider, wat betekent dat de krimpverbinding een zeer goed elektrisch contact moet maken met de geleider (zeer groot contactoppervlak) en de elektrische sectie van de krimpbus of kabelschoen overal groter moet zijn dan de geleider zodat de weerstand kleiner is en de krimpverbinding dus minder opwarmt. Voor de kabelschoen is het uiteraard eveneens noodzakelijk dat de elektrische contactoppervlakte met de vlakke geleider voldoende groot is.

## Materiaal
- Kabelschoenen
- Adereindhulzen om de adertjes van een soepele geleider samen te houden en te voorkomen dat ze beschadigd worden in de schroefklem
- Krimpbus of doorverbinder
- T-krimpverbinding

## Toepassing
Krimptechniek wordt toegepast op:
- ronde geleiders (vlakdraad enkel in volledig krimpsysteem bij enkele leveranciers)
- niet-massieve geleiders (litze, Engels: stranded)
- met standaardafmetingen: 0,75 - 1,5 - 2,5 - 4 - 6 - 10 - 16 - 25 - 35 - 50 - 70 - 95 - 120 - 150 - 185 - 240 - 300 - 400 - 500 - 630 mm²

## Kenmerken van een goede krimp
- Het is belangrijk om de juiste krimptang te gebruiken op de juiste krimp voor de juiste geleider. De sectie van de geleider moet dezelfde zijn als vermeld op de bus of kabelschoen. Bussen van de verschillende leveranciers kunnen een andere dikte hebben en kunnen dus niet geschikt zijn voor de gebruikte tang. Elke krimp vereist een aangepast gereedschap.
- De stempel van de tang staat duidelijk leesbaar in de krimp gedrukt. Dit toont aan dat de druk van de tang voldoende groot is. Niet alle tangen moeten immers tot hun maximum gedrukt worden alvorens ze terug kunnen openen. Dit toont eveneens aan dat de gebruikte tang geen te grote matrijzen heeft voor de gebruikte krimp. Voor tangen met verwisselbare matrijzen geeft elke matrijs een eigen stempel (boven en onder) zodat de beide matrijzen gecontroleerd kunnen worden.
- De krimp vertoont geen scherpe randen. Dit toont aan dat de gebruikte krimp niet te groot is voor de gebruite matrijs en geen te grote draadsectie gebruikt is in de krimp.
- De geleider is niet beschadigd door het krimpen
- De volledige lengte van de kabelschoen is benut voor het krimpen. Lange krimpbussen vereisen meerdere krimpen om de geleider goed te verbinden. De krimpen komen niet tegen de rand van de krimp en ze overlappen niet maar hebben steeds enkele millimeters tussenafstand.
- De hoogte van de krimp stemt overeen met de door de leverancier opgegeven waarde.

## Oxide in de krimp
Koperoxide is geen geleider en vormt een dun laagje over de geleider dat de verbinding nadelig zou kunnen beïnvloeden. Het koperoxidelaagje verbrokkelt echter tijdens het krimpen zodat er toch voldoende elektrisch contact is zonder op voorhand het koperoxide te verwijderen. Voor aluminium ligt dat anders. Het aluminiumoxidelaagje is stug en kan alleen gebroken worden als het aluminium sterk uitgetrokken wordt. Daarom zijn de krimpmatrijzen om aluminium te krimpen wezenlijk verschillend van die van koper. De ronde aluminiumdraad wordt tot een sikkelvorm uitgerekt tijdens het krimpen waardoor de oppervlakte sterk vergroot en het onderliggende aluminium contact kan maken met de krimp. Doordat de druk van het zuivere aluminium of koper op de krimp zo groot is kan het contactoppervlak niet oxideren en blijft de kwaliteit van de krimp onveranderd.

## Lucht in de krimp
Indien een krimpverbinding doorgezaagd wordt zal je kunnen vaststellen dat de verschillende aders van de geleider zich tot één massa hebben omgevormd. In sommige gevallen is die massa egaal zonder gaatjes, in andere gevallen zijn nog duidelijk gaatjes terug te vinden waar nog lucht aanwezig is in de krimp. Voornamelijk bij soepele kabel bevindt zich veel lucht tussen de aders en die wordt tijdens het krimpen grotendeels eruit gedrukt. Toch is er na het krimpen nog ruimte voor lucht omdat de oppervlakte in de vervormde bus nog steeds groter is dan de nominale draadsectie. De hoeveelheid lucht moet sterk beperkt zijn om voldoende elektrisch contact te hebben van de koperen aders naar de krimp en tussen de koperen aders onderling. Het globaal beeld van de doorsnede moet wel één massa zijn met een zeer beperkte oppervlakte van gaatjes.

## De krimptang
Voor kleine draadsecties tot ca 6mm² zijn kleine handtangen verkrijgbaar die duidelijk bedoeld zijn om met 1 hand te bedienen. Voor secties tot 70mm² zijn grotere tangen beschikbaar die met beide handen bediend worden om voldoende kracht te kunnen uitoefenen op de krimp. Deze grotere tangen hebben uitwisselbare matrijzen die aangepast moeten worden aan de maat kabelschoen of bus die gebruikt wordt. Voor het grote werk zijn eveneens elektrische of hydraulische persen beschikbaar.

## Enkele voorbeelden

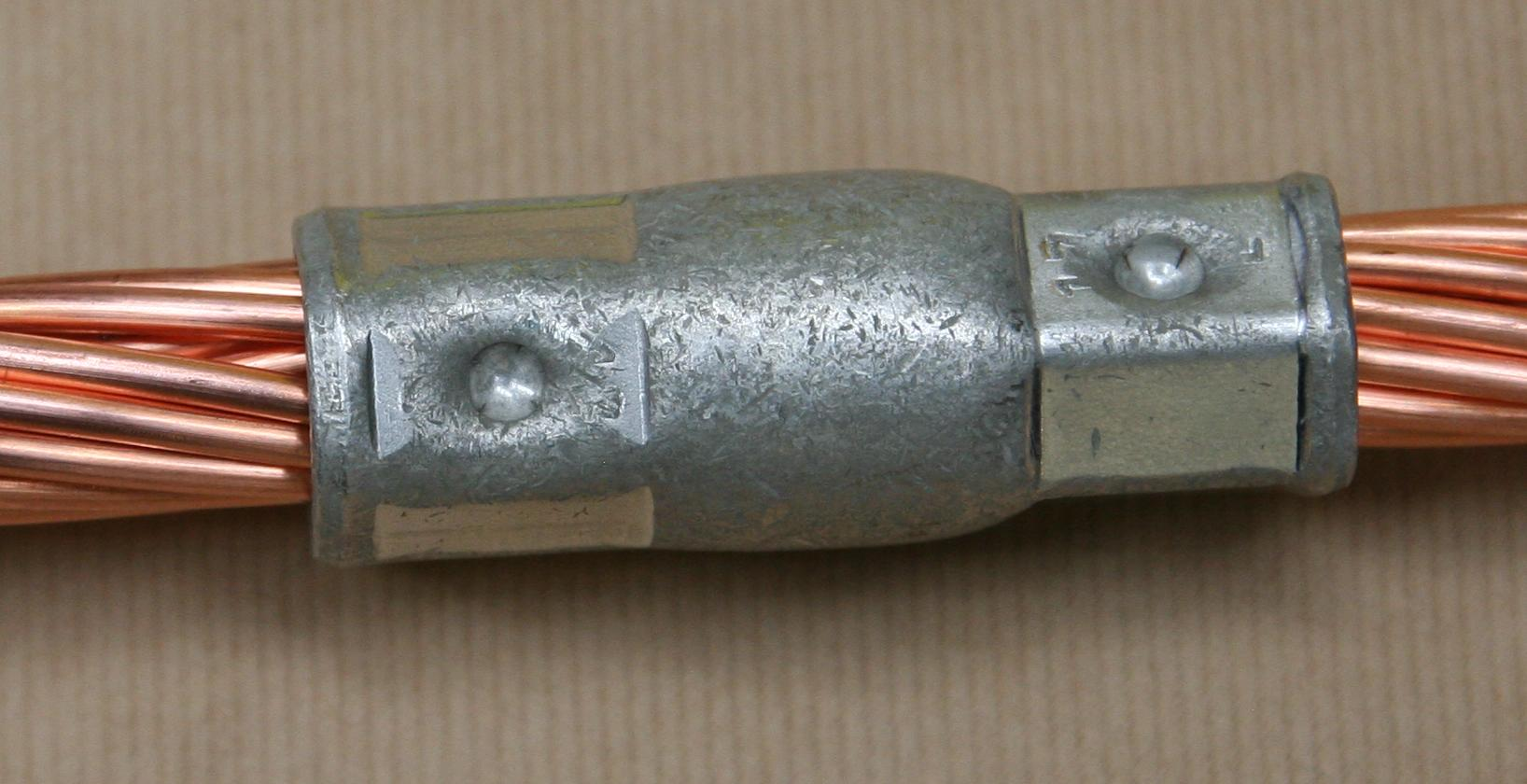
Twee 70mm² kabels zijn met elkaar verbonden door een krimpbus te krimpen. De rechter zijde is correct gekrimpt terwijl aan de linker zijde een te grote matrijs in de krimptang is gebruikt waardoor de druk onvoldoende was.
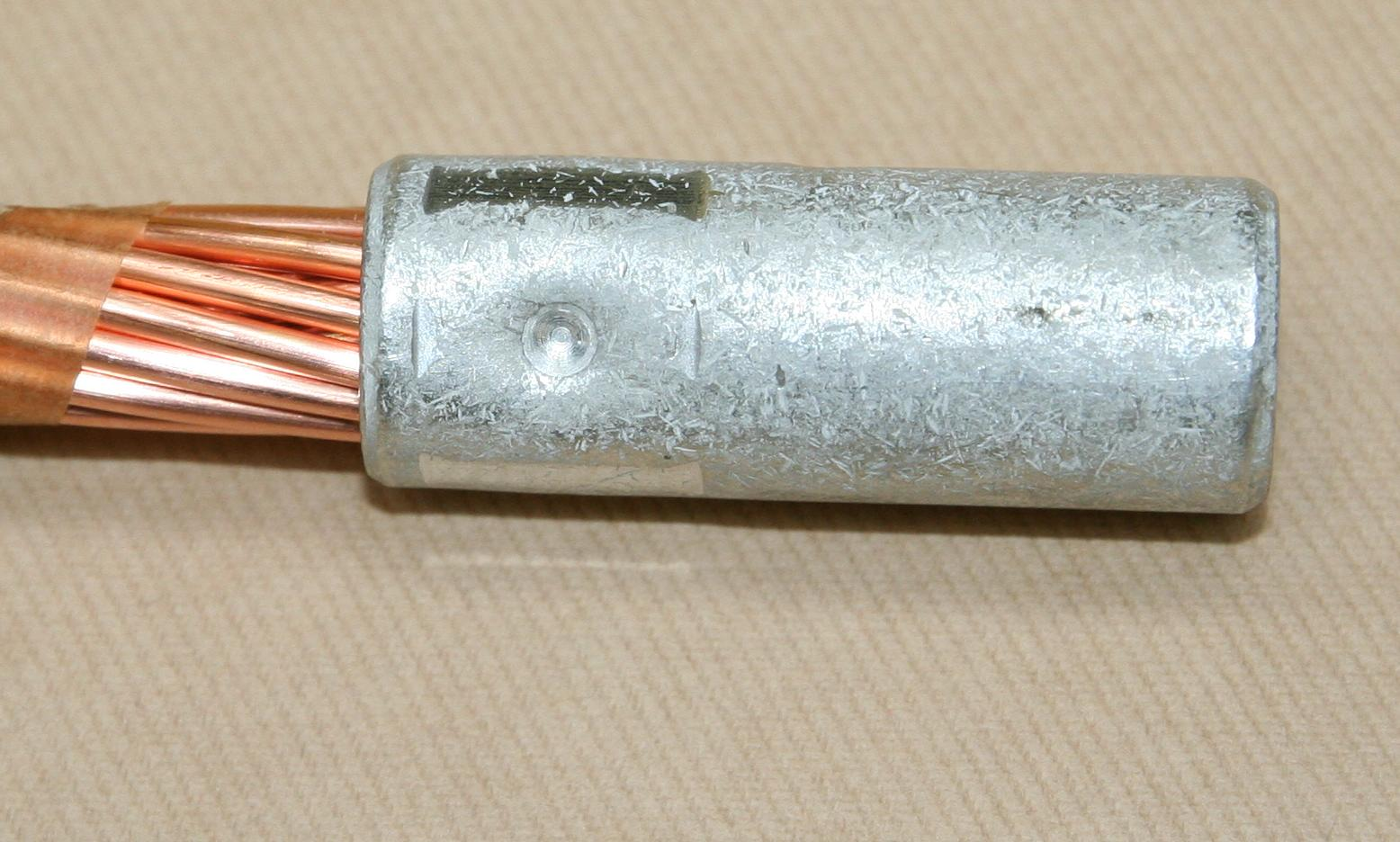
De matrijs is te groot voor de krimp; de indruk van de krimptang is onvoldoende. De zeskantige vorm van de matrijs is haast onzichtbaar; de indruk van de stempel is niet leesbaar.
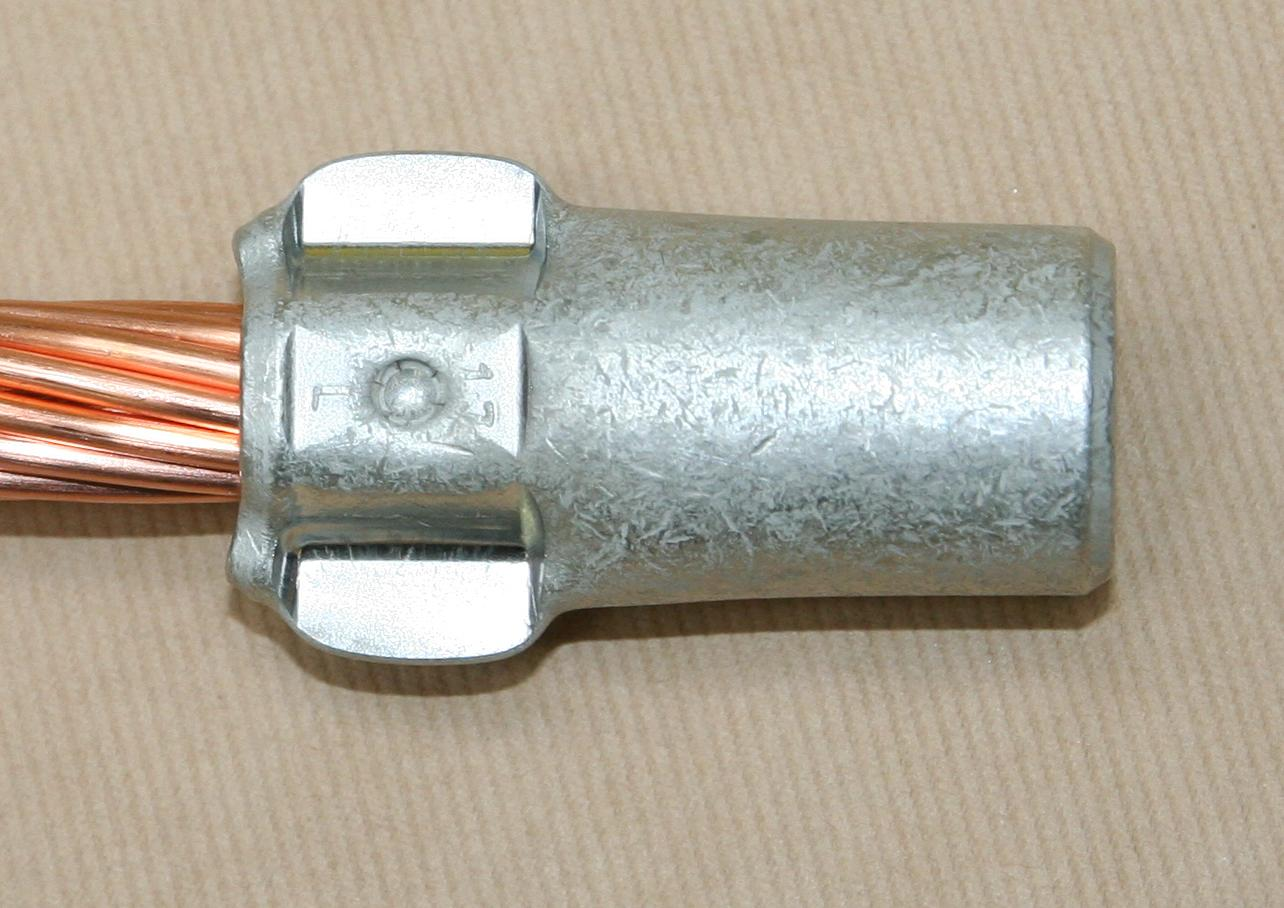
De matrijs was te klein voor de krimp; de matrijs kon niet sluiten; er zat te veel materiaal in de bus en bij het sluiten van de matrijs wordt materiaal geplet zodat scherpe randen worden gevormd.
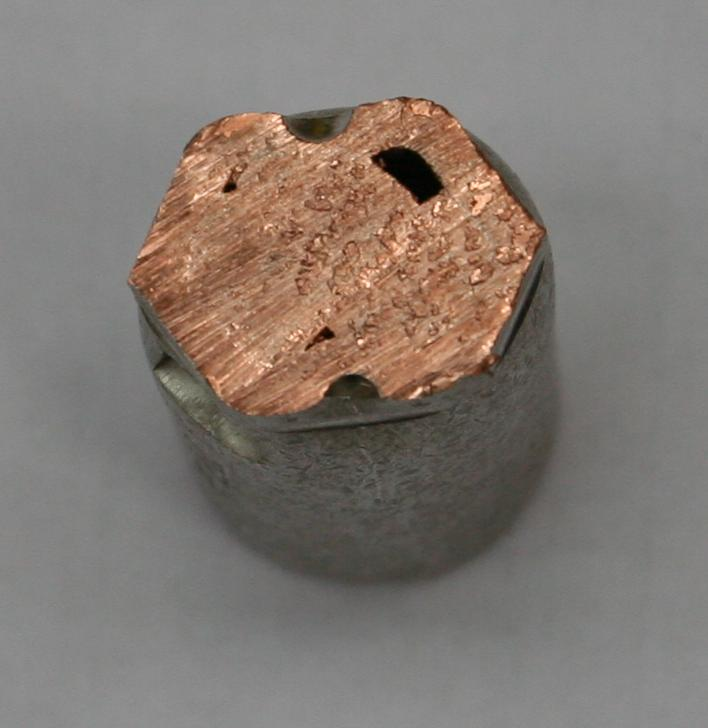
Doorsnede van drie vlakdraden in een krimp. Goede versmelting van het koper, slechts drie luchtgaatjes - Goede krimp
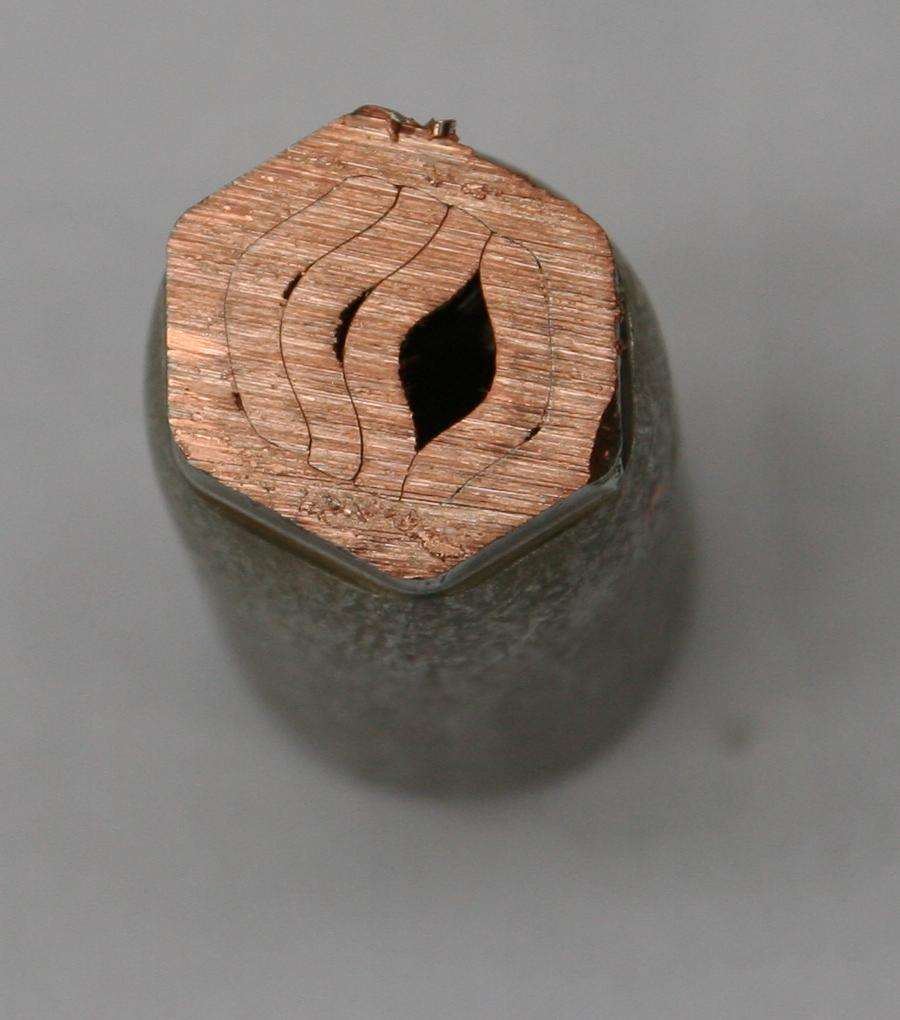
Doorsnede van vier vlakdraden in een krimp. Slechte versmelting van koper; te weinig druk in de krimp; de randen van de kopergeleiders zijn nog duidelijk zichtbaar - slechte krimp